# Gerardus Craeyvanger
Gerardus Craeyvanger ou Gerardus Kraijvanger (Utrecht, 13 janvier 1775 - ibidem, 10 mars 1855) est un violoniste et baryton néerlandais. Il est également  directeur de chorale et professeur de chant,.
Ses parents sont Gijsbertus Craeyvanger et Geertruida Klingen. Sa sœur, Gertrudis Craeyvanger, est poétesse. Il épouse Johanna Swillens puis Margaretha Swillens ; il est le père des peintres Gijsbertus Craeyvanger et Reinier Craeyvanger, et du violoniste Carolus Arnoldus Craeyvanger.
Il était saisi par l'amour de la musique et se plongeait dans le chant et l'art du violon. À partir de 1798, il est responsable de plusieurs concerts d'étudiants et participe en tant que violon solo. De sa main sont apparus un certain nombre de quatuors à cordes, messes et motets, dont certains ont été imprimés chez l'éditeur Plattner à Rotterdam. Selon les différents guides, ses œuvres étaient en proie à un manque de connaissances en théorie de la musique.